# Sei Nazioni femminile 2016
Il Sei Nazioni femminile 2016 (in inglese 2016 Women's Six Nations Championship, in francese Tournoi des Six Nations féminin 2016) fu la 15ª edizione del torneo rugbistico che vede annualmente confrontarsi le Nazionali femminili di Francia, Galles, Inghilterra, Irlanda, Italia e Scozia, nonché la 21ª in assoluto considerando anche le edizioni dell'Home Championship e del Cinque Nazioni.
In programma dal 5 febbraio al 20 marzo 2016, esso fu anche parte delle qualificazioni alla Coppa del Mondo femminile 2017: infatti, le migliori due classificate della classifica avulsa aggregata delle due edizioni del torneo 2015 e 2016 tra Galles, Italia e Scozia (essendo le altre tre squadre già ammesse alla competizione) accedettero direttamente alla Coppa del Mondo, mentre invece la terza di tale classifica dovette spareggiare contro la squadra vincitrice del campionato europeo femminile 2016.
Avendo l'Italia bisogno solo di una vittoria contro una delle altre due Nazionali già battute nel torneo precedente, era la più seria candidata alla qualificazione diretta: essa, in effetti, giunse nell'incontro di Bologna contro la Scozia, vinto 22-7, che mandò le britanniche allo spareggio di ripescaggio e qualificò la nazionale di Andrea Di Giandomenico direttamente alla Coppa del Mondo dopo 15 anni dalla più recente apparizione.

## Risultati

### 1ª giornata
| Arbitro: | Jess Beard |

|  |      |                                                          |
|  | mt   | 26’ Cattell 34’, 48’ Millar-Mills 55’ Hunter 76’ Demaine |
|  | tr   | 34’ Reed 76’ Cattell                                     |
|  | c.p. | 39’ Reed                                                 |

| Arbitro: | Leah Berard |

|                       |      |             |
| Naoupu 25’ Spence 36’ | mt   |             |
| Briggs 25’            | tr   |             |
| Briggs 6’, 44’, 64’   | c.p. | 4’ Williams |

| Arbitro: | Sara Cox |

|                                                               |      |  |
| Billes 4’ Forlani 16’, 62’ Mignot 24’ tecnica 50’ Poublan 72’ | mt   |  |
| Abadie 24’, 50’, 62’                                          | tr   |  |
| Abadie 33’                                                    | c.p. |  |

### 2ª giornata
| Arbitro: | Leah Berard |

|                                            |    |                                                           |
| 1’ Cioffi 28’ Stefan 43’ Giordano 64’ Este | mt | 6’ Cattell 18’ Mason 38’ Clapp 59’ A. Scott 61’ Blackburn |
| 1’, 64’ Veronica Schiavon                  | tr | 6’, 18’, 59’ Reed 61’ Cattell                             |

| Arbitro: | Jess Beard |

|                        |      |                 |
| Mignot 21’ Boujard 24’ | mt   |                 |
| Abadie 24’             | tr   |                 |
| Abadie 6’ Delas 70’    | c.p. | 15’, 33’ Briggs |

| Arbitro: | Claire Hodnett |

|                                  |      |             |
| Harries 8’ Jones 37’ Butcher 58’ | mt   | 30’ Gaffney |
| Wilkins 8’, 58’                  | tr   | 30’ Skeldon |
| Wilkins 15’                      | c.p. | 3’ Skeldon  |

### 3ª giornata
| Arbitro: | Alhambra Nievas |

|                          |      |                      |
| Layland 21’ A. Scott 62’ | mt   |                      |
| Reed 21’                 | tr   |                      |
| Reed 5’                  | c.p. | 35’, 39’, 48’ Briggs |

| Arbitro: | Rosemin LaBréche |

|                   |      |             |
| Hywel 2’ York 57’ | mt   | 14’ N’Diaye |
|                   | c.p. | 45’ Abadie  |

| Arbitro: | Marie Lematte |

|                                       |      |             |
| Bettoni 16’ Cucchiella 26’ Furlan 44’ | mt   | 52’ Thomson |
| Veronica Schiavon 26’, 44’            | tr   | 52’ Skeldon |
| Veronica Schiavon 31’                 | c.p. |             |

### 4ª giornata
| Arbitro: | Helen O’Reilly |

|  |    |                                        |
|  | mt | 39’, 52’ tecnica 67’ Forlani 79’ Duval |
|  | tr | 39’, 52’ Delas                         |

| Arbitro: | Sherry Trumbull |

|                |      |                  |
| Large 10’, 28’ | mt   | 49’, 68’ Wilkins |
| Reed 10’, 28’  | tr   |                  |
| Reed 65’, 79’  | c.p. | 30’ Wilkins      |

| Arbitro: | Amy Perrett |

|                          |      |             |
| Peat 33’ Fitzpatrick 64’ | mt   |             |
| Briggs 33’ Stapleton 64’ | tr   |             |
|                          | c.p. | 12’ Sillari |

### 5ª giornata
| Arbitro: | Amy Perrett |

|                             |    |                         |
| Mignot 37’, 70’ Forlani 55’ | mt | 25’ Thompson 61’ Taylor |
| Cabalou 55’                 | tr | 25’ Reed                |

| Arbitro: | Sherry Trumbull |

|                                                                     |      |                       |
| Miller 5’, 41’, 62’ Burke 9’ Griffin 13’ Briggs 25’, 49’ Spence 75’ | mt   | 34’ Maxwell 79’ Lloyd |
| Briggs 5’                                                           | tr   | 34’ Skeldon           |
| Briggs 29’                                                          | c.p. |                       |

| Arbitro: | Joy Neville |

|                      |      |                  |
| Harries 40’ York 46’ | mt   | 10’, 27’ Rigoni  |
| Wilkins 46’          | tr   |                  |
|                      | c.p. | 34’, 56’ Sillari |

## Classifica
| Pos | Squadra     | G | V | N | P | PF  | PS  | DP   | Pt |
| --- | ----------- | - | - | - | - | --- | --- | ---- | -- |
| 1   | Francia     | 5 | 4 | 0 | 1 | 106 | 28  | +78  | 8  |
| 2   | Inghilterra | 5 | 4 | 0 | 1 | 110 | 63  | +47  | 8  |
| 3   | Irlanda     | 5 | 3 | 0 | 2 | 95  | 49  | +46  | 6  |
| 4   | Galles      | 5 | 2 | 0 | 3 | 61  | 75  | −14  | 4  |
| 5   | Italia      | 5 | 2 | 0 | 3 | 65  | 105 | −40  | 4  |
| 6   | Scozia      | 5 | 0 | 0 | 5 | 29  | 146 | −117 | 0  |